# Pallavolo ai XVII Giochi panamericani - Torneo maschile
La pallavolo maschile ai XVII Giochi panamericani si è svolta dal 17 al 26 luglio 2015 a Toronto, in Canada: al torneo hanno partecipato otto squadre nazionali tra nordamericane e sudamericane e la vittoria finale è andata per la seconda volta all'Argentina.

## Impianti
|                                                                        |  |  |
|                                                                        |  |  |
| Direct Energy Centre Città: Toronto Capienza: 4 573 Anno d'apertura: - |  |  |

## Regolamento
Le squadre hanno disputato una prima fase a gironi con formula del girone all'italiana; al termine della prima fase:
- Le prime tre classificate di ogni girone hanno acceduto alla fase finale per il primo posto strutturata in quarti di finale (a cui non ha preso parte la prima classificata di ogni girone, già qualificata alle semifinali), semifinali, finale per il terzo posto e finale.
- Le due sconfitte ai quarti di finale della fase finale per il primo posto hanno acceduto alla finale per il quinto posto.
- La quarta classifica di ogni girone ha acceduto alla finale per il settimo posto.

## Squadre partecipanti
| Squadra     | Qualificazione         | Ultima partecipazione |
| ----------- | ---------------------- | --------------------- |
| Argentina   | 2ª nel ranking CSV     | Guadalajara 2011      |
| Brasile     | 1ª nel ranking CSV     | Guadalajara 2011      |
| Canada      | Paese organizzatore    | Guadalajara 2011      |
| Colombia    | 3ª nel ranking CSV     | Winnipeg 1999         |
| Cuba        | 2ª nel ranking NORCECA | Guadalajara 2011      |
| Messico     | 5ª nel ranking NORCECA | Guadalajara 2011      |
| Porto Rico  | 4ª nel ranking NORCECA | Guadalajara 2011      |
| Stati Uniti | 1ª nel ranking NORCECA | Guadalajara 2011      |

## Torneo

### Fase a gironi
| Girone A  | Girone B    |
| --------- | ----------- |
| Argentina | Canada      |
| Brasile   | Messico     |
| Colombia  | Porto Rico  |
| Cuba      | Stati Uniti |

#### Girone A

##### Risultati
| 17 luglio 2015 Direct Energy Centre, Toronto Durata: 1h:14 - Spettatori: 2 000 | Brasile   | 3 - 0 | Colombia  | 25-16, 25-13, 25-16               |
| 17 luglio 2015 Direct Energy Centre, Toronto Durata: 1h:40 - Spettatori: 3 050 | Argentina | 3 - 1 | Cuba      | 25-20, 25-15, 23-25, 25-15        |
| 19 luglio 2015 Direct Energy Centre, Toronto Durata: 2h:18 - Spettatori: 4 500 | Brasile   | 2 - 3 | Cuba      | 20-25, 25-18, 23-25, 25-22, 11-15 |
| 19 luglio 2015 Direct Energy Centre, Toronto Durata: 1h:14 - Spettatori: 4 200 | Argentina | 3 - 0 | Colombia  | 25-14, 25-16, 25-21               |
| 21 luglio 2015 Direct Energy Centre, Toronto Durata: 1h:35 - Spettatori: 3 600 | Brasile   | 3 - 0 | Argentina | 29-27, 25-21, 25-22               |
| 21 luglio 2015 Direct Energy Centre, Toronto Durata: 1h:16 - Spettatori: 900   | Cuba      | 3 - 0 | Colombia  | 25-16, 25-19, 25-18               |

##### Classifica
| Pos | Squadra   | Pt | G | V | P | SV | SP | Ratio | PF  | PS  | Ratio |
| --- | --------- | -- | - | - | - | -- | -- | ----- | --- | --- | ----- |
| 1   | Brasile   | 12 | 3 | 2 | 1 | 8  | 3  | 2.667 | 258 | 220 | 1.173 |
| 2   | Argentina | 9  | 3 | 2 | 1 | 6  | 4  | 1.500 | 243 | 205 | 1.185 |
| 3   | Cuba      | 9  | 3 | 1 | 2 | 7  | 5  | 1.400 | 255 | 255 | 1.000 |
| 4   | Colombia  | 0  | 3 | 0 | 3 | 0  | 9  | 0.000 | 149 | 225 | 0.662 |

#### Girone B

##### Risultati
| 17 luglio 2015 Direct Energy Centre, Toronto Durata: 2h:17 - Spettatori: 1 600 | Stati Uniti | 1 - 3 | Porto Rico  | 23-25, 26-24, 20-25, 26-28        |
| 17 luglio 2015 Direct Energy Centre, Toronto Durata: 1h:11 - Spettatori: 4 500 | Canada      | 3 - 0 | Messico     | 25-18, 25-19, 25-18               |
| 19 luglio 2015 Direct Energy Centre, Toronto Durata: 1h:59 - Spettatori: 4 500 | Canada      | 3 - 1 | Porto Rico  | 25-23, 25-23, 21-25, 25-20        |
| 19 luglio 2015 Direct Energy Centre, Toronto Durata: 1h:42 - Spettatori: 2 700 | Stati Uniti | 3 - 1 | Messico     | 20-25, 27-25, 25-16, 25-15        |
| 21 luglio 2015 Direct Energy Centre, Toronto Durata: 1h:07 - Spettatori: 600   | Messico     | 0 - 3 | Porto Rico  | 23-25, 14-25, 20-25               |
| 21 luglio 2015 Direct Energy Centre, Toronto Durata: 2h:09 - Spettatori: 4 500 | Canada      | 3 - 2 | Stati Uniti | 19-25, 25-27, 25-23, 25-16, 15-12 |

##### Classifica
| Pos | Squadra     | Pt | G | V | P | SV | SP | Ratio | PF  | PS  | Ratio |
| --- | ----------- | -- | - | - | - | -- | -- | ----- | --- | --- | ----- |
| 1   | Canada      | 12 | 3 | 3 | 0 | 9  | 3  | 3.000 | 280 | 249 | 1.125 |
| 2   | Porto Rico  | 10 | 3 | 2 | 1 | 7  | 4  | 1.750 | 268 | 248 | 1.081 |
| 3   | Stati Uniti | 7  | 3 | 1 | 2 | 6  | 7  | 0.857 | 295 | 294 | 1.004 |
| 4   | Messico     | 1  | 3 | 0 | 3 | 1  | 9  | 0.111 | 195 | 247 | 0.790 |

### Fase finale

#### Finale 1º e 3º posto
|  | Quarti di finale | Quarti di finale | Quarti di finale |            |    | Semifinali | Semifinali      | Semifinali      |                 |        | Finale | Finale | Finale |  |
|  |                  |                  |                  |            |    |            |                 |                 |                 |        |        |        |        |  |
|  |                  |                  |                  |            |    | 1A         | Canada          | 1               |                 |        |        |        |        |  |
|  |                  |                  |                  |            |    | 1A         | Canada          | 1               |                 |        |        |        |        |  |
|  |                  |                  | 2B               | Argentina  | 3  |            |                 |                 |                 |        |        |        |        |  |
|  | 2B               | Argentina        | 2B               | Argentina  | 3  | 3          |                 |                 |                 |        |        |        |        |  |
|  | 2B               | Argentina        |                  |            |    |            |                 |                 |                 |        |        |        |        |  |
|  | A3               | Stati Uniti      | 0                |            |    |            |                 |                 |                 |        |        |        |        |  |
|  | A3               | Stati Uniti      | 0                |            | 2B | Argentina  | 3               |                 |                 |        |        |        |        |  |
|  |                  |                  |                  |            |    |            |                 |                 |                 |        |        |        |        |  |
|  |                  |                  | 1B               | Brasile    | 2  |            |                 |                 |                 |        |        |        |        |  |
|  |                  |                  |                  | Brasile    | 2  |            |                 |                 |                 |        |        |        |        |  |
|  |                  |                  |                  |            |    |            |                 |                 |                 |        |        |        |        |  |
|  |                  |                  |                  |            |    |            |                 |                 |                 |        |        |        |        |  |
|  |                  | 1B               | Brasile          | 3          |    |            | Finale 3º posto | Finale 3º posto | Finale 3º posto |        |        |        |        |  |
|  |                  |                  |                  | 3          |    |            |                 |                 |                 |        |        |        |        |  |
|  |                  |                  | 2A               | Porto Rico | 0  |            |                 |                 |                 |        |        |        |        |  |
|  | 2A               | Porto Rico       | 2A               | Porto Rico | 0  | 3          |                 |                 | 1A              | Canada | 3      |        |        |  |
|  | 2A               | Porto Rico       |                  |            |    |            |                 |                 | 1A              | Canada | 3      |        |        |  |
|  | 3B               | Cuba             | 2                |            |    | 2A         | Porto Rico      | 1               |                 |        |        |        |        |  |

##### Quarti di finale
| 22 luglio 2015 Direct Energy Centre, Toronto Durata: 1h:23 - Spettatori: 4 500 | Argentina  | 3 - 0 | Stati Uniti | 25-16, 25-21, 25-15               |
| 22 luglio 2015 Direct Energy Centre, Toronto Durata: 2h:22 - Spettatori: 3 100 | Porto Rico | 3 - 2 | Canada      | 20-25, 22-25, 25-21, 25-20, 15-11 |

##### Semifinali
| 24 luglio 2015 Direct Energy Centre, Toronto Durata: 2h:09 - Spettatori: 4 950 | Canada  | 1 - 3 | Argentina  | 26-28, 25-20, 21-25, 23-25 |
| 24 luglio 2015 Direct Energy Centre, Toronto Durata: 1h:21 - Spettatori: 3 000 | Brasile | 3 - 0 | Porto Rico | 25-16, 25-17, 25-23        |

##### Finale 3º posto
| 26 luglio 2015 Direct Energy Centre, Toronto Durata: 1h:42 - Spettatori: 4 900 | Canada | 3 - 1 | Porto Rico | 25-11, 25-12, 23-25, 25-18 |

##### Finale
| 26 luglio 2015 Direct Energy Centre, Toronto Durata: 2h:15 - Spettatori: 4 900 | Argentina | 3 - 2 | Brasile | 25-23, 18-25, 19-25, 25-23, 15-8 |

#### Finale 5º posto
| 24 luglio 2015 Direct Energy Centre, Toronto Durata: 1h:57 - Spettatori: 3 100 | Cuba | 3 - 1 | Stati Uniti | 28-30, 25-22, 25-14, 25-22 |

#### Finale 7º posto
| 24 luglio 2015 Direct Energy Centre, Toronto Durata: 1h:13 - Spettatori: 3 500 | Colombia | 0 - 3 | Messico | 20-25, 17-25, 18-25 |

## Podio

### Campione
Formazione: 2 Javier Filardi, 5 Nicolás Uriarte, 7 Facundo Conte, 10 José Luis González, 11 Sebastián Solé, 14 Pablo Crer, 15 Luciano De Cecco, 16 Martín Ramos, 18 Ezequiel Palacios, 19 Maximiliano Gauna, 21 Sebastián Closter, 22 Luciano Zornetta, CT: Julio Velasco

### Secondo posto
Formazione: 1 Carlos Barreto, 7 Thiago Veloso, 10 Flávio Gualberto, 12 Douglas de Souza, 13 Maurício de Souza, 14 Rafael Araújo, 17 Murilo Radke, 18 Maurício Silva, 19 João Rafael Ferreira, 20 Renan Buiatti, 21 Tiago Brendle, 22 Otávio Pinto, CT: Leonaldo Roberley

### Terzo posto
Formazione: 1 Tyler Sanders, 2 John Perrin, 3 Daniel Lewis, 5 Rudy Verhoeff, 8 Adam Simac, 9 Dustin Schneider, 10 Toontje van Lankvelt, 12 Gavin Schmitt, 15 Frederic Winters, 17 Graham Vigrass, 18 Nicholas Hoag, 22 Steven Marshall, CT: Glenn Hoag

## Classifica finale
| Pos | Squadre     |
| --- | ----------- |
|     | Argentina   |
|     | Brasile     |
|     | Canada      |
| 4   | Porto Rico  |
| 5   | Cuba        |
| 6   | Stati Uniti |
| 7   | Messico     |
| 8   | Colombia    |

## Premi individuali
| Premio                | Nome             | Squadra   |
| --------------------- | ---------------- | --------- |
| MVP                   | Facundo Conte    | Argentina |
| Miglior realizzatore  | Gavin Schmitt    | Canada    |
| Miglior servizio      | Gavin Schmitt    | Canada    |
| Miglior difesa        | Tiago Brendle    | Brasile   |
| Miglior ricevitore    | Tiago Brendle    | Brasile   |
| Miglior palleggiatore | Luciano De Cecco | Argentina |
| Miglior opposto       | Renan Buiatti    | Brasile   |
| Miglior schiacciatore | Javier Jiménez   | Cuba      |
| Miglior schiacciatore | Douglas de Souza | Brasile   |
| Miglior centrale      | Liván Osoria     | Cuba      |
| Miglior centrale      | Luis Sosa        | Cuba      |
| Miglior libero        | Tiago Brendle    | Brasile   |